# Stuorrajekna
Stuorrajekna es el glaciar más grande del país europeo de Suecia, con una superficie de 13 km². Se encuentra en el macizo de Sulitjelma en el sureste de parque nacional Padjelanta en la región conocida como Laponia incluida como Patrimonio de la Humanidad. Administrativmamente es parte del condado o provincia de Norrbotten.